# قريوطة كبيرة
قريوطة كبيرة (الاسم العلمي: Caryota maxima) هو نوع نباتي يتبع جنس القريوطة من فصيلة الفوفلية.